# Karl Freund
Karl Freund   (Dvůr Králové nad Labem, 16 de gener de 1890 - Santa Monica, 3 de maig de 1969) va ser un director de fotografia i director de cinema alemany.

## Biografia

### Inicis i estrellat
Karl Freund va néixer el 16 de gener de 1890 a Köninghof (avui Dvůr Králové nad Labem, República Txeca) en una família jueva. El 1901 es va traslladar a Berlín amb els seus pares Julius Freund i Marie (cognom de soltera Hermann). Després d'obtenir el seu certificat escolar, va fer d'aprenent a una fàbrica de segells. Mentre treballava com a projeccionista, també va treballar en els seus primers curtmetratges. El 1908, es va incorporar a l'equip de notícies dels germans Pathé com a operador de càmera, mentre al mateix temps treballava com a assistent tècnic d'Oskar Messter, un dels primers productors alemanys.
El 1916 va treballar en una sèrie de pel·lícules protagonitzades per l'estrella de l'època, Henny Porten. El 1919 va fundar la seva pròpia empresa, Karl-Freund-Film GmbH, i dos anys més tard va fer la seva primera pel·lícula, Der Tote Gast.
Freund es va establir com el director de fotografia estrella de les productores Decla-Bioscop, Gloria i Oswald-Film, i va treballar estretament amb Ernst Lubitsch, Fritz Lang, Ludwig Berger, Paul Wegener (va ser el director de fotografia de Golem el 1920) o Carl Theodor Dreyer a l'UFA. Freund, el director Friedrich Wilhelm Murnau, Walter Röhrig i el guionista Carl Mayer van constituir aleshores l'equip artístic més important del cinema mut alemany, representant un nivell d'invenció i llibertat tècnica enorme. El 1924, Freund va desenvolupar la seva Entfesselte Kamera (Càmera deslligada), una càmera lleugera sobre un arnès o suport mòbil que permetia moviments de càmera més variats: empra per primera vegada aquesta tècnica d'operació de càmera a Der Letze Mann (Murnau, 1924), un referent per a tota una generació de cineastes posteriors (Jean Renoir, Max Ophüls, etc.). El 1928 va participar en la creació del Volksverband für Filmkunst, una moviment de cinema progressista, amb Heinrich Mann, Georg Wilhelm Pabst i Erwin Piscator, les experiències dels quals a Berlín van ser a l'origen d'aquest moviment defensor del cinema artístic alemany.

### Arribada a Hollywood
Reconegut internacionalment, Freund se centra en altres innovacions com l'enregistrament de so en suport magnètic, so òptic i efectes especials amb miniatures. Després de completar el díficil rodatge de Metropolis, va experimentar amb mètodes de filmació en color que van cridar l'atenció de la Technicolor Corporation als Estats Units. Va continuar la seva recerca a Nova York durant un temps per després unir-se a la indústria de Hollywood el 1929, passant a treballar per la productora Universal.
Immediatament se li va confiar la direcció de la memorable escena final de Res de nou a l'oest (1930). Fou director de fotografia de nombrosos clàssics dels anys trenta i quaranta, entre ells Dracula (1931) i Murders in the Rue Morgue (1932), inspirada en el relat breu d'Edgar Poe.
Paral·lelament a la seva carrera com a tècnic, Freund va dirigir algunes pel·lícules entre 1932 i 1935, entre les quals The Mummy (1932) amb Boris Karloff, i Mad Love (1935) per a MGM amb Peter Lorre. Va guanyar l'Oscar a la millor fotografia el 1937 amb The Good Earth, i va ser nominat dos vegades el 1941 per The Chocolate Soldier de Roy Del Ruth i Blossoms in the Dust de Mervin LeRoy. Va treballar per la productora Columbia per finalment traslladar-se a Warner Bros. el 1947, on va treballar notablement a Cayo Largo (1948) de John Huston.

### Fi de carrera i treball a la televisió
Sempre a la recerca d'innovacions tècniques, al final de la Segona Guerra Mundial va desenvolupar nous dispositius per mesurar la densitat del color així com càmeres de televisió més eficients, i el 1941 va crear la Photo Research Corporation, empresa de fabricació de càmeres. La televisió també es convertirà en el seu camp d'experimentació amb Our Miss Brooks. El 1950 va començar a dirigir la fotografia del popular programa I Love Lucy. Per a l'ocasió, va inventar el sistema multicàmera, que implicava tres càmeres que grabaven simultàniament.
El 1959 es va jubilar a la seva granja a la vall de San Fernando, continuant la seva recerca, assistint a conferències internacionals i a altres seminaris de Hollywood. Va morir el 3 de maig de 1969 a Santa Mònica.

## Premis i distincions
- 1938: Oscar a la millor fotografia per The Good Earth.[4]
- 1954: Certificat de Menció Honorable de l'Acadèmia de les Arts i les Ciències Cinematògrafiques, compartit amb Frank Crandell, pel disseny i desenvolupament d'un lector de lluminositat directe.[10]